# Cratere Charito
Charito è un cratere sulla superficie di 4 Vesta.